# Digital Millennium Copyright Act
De Digital Millennium Copyright Act (DMCA) is een wet van de Verenigde Staten uit 1998 die de auteursrechtwetgeving uitbreidt voor de technologie van het "digitale millennium". De wet implementeert twee verdragen uit 1996 van de Wereldorganisatie voor de Intellectuele Eigendom en werd op 28 oktober 1998 ondertekend door toenmalig president Bill Clinton.
De Digital Millennium Copyright Act stelt de productie en verspreiding van technologie of diensten strafbaar die bedoeld zijn om digitale beveiligingsmaatregelen te omzeilen die de toegang tot een auteursrechtelijk beschermd werk regelen. De wet verhoogt ook de strafmaat voor auteursrechtenschending op het internet, terwijl de aansprakelijkheid van providers wordt beperkt.
Op grond van de DMCA kan men de eigenaar van een website sommeren inbreukmakende inhoud te verwijderen, een zogenaamde takedown notice. Een van de kritiekpunten op de wet is dat het rechthebbenden erg gemakkelijk gemaakt wordt een takedown notice te versturen, zelfs als er in het geheel geen inbreuk gemaakt wordt. Als de eigenaar van een website een takedown notice ontvangt, is het in zijn belang hieraan te gehoorzamen, want als het materiaal wordt verwijderd kan hij niet aansprakelijk gesteld worden. Uit een analyse van Google blijkt dat een takedown notice vaak op oneigenlijke gronden verstuurd wordt, bijvoorbeeld om een concurrent te hinderen.
Zodra een takedown notice is ontvangen, dient de eigenaar van de website de plaatser van de inhoud op de hoogte te stellen en te wijzen op de mogelijkheid tot het indienen van een zogeheten counter-notice wanneer de plaatser meent dat de geplaatste inhoud geen inbreuk maakt op auteursrechten. Besluit de plaatser inderdaad een counter-notice in te dienen, dan wordt de (vermeend) rechthebbende hiervan op de hoogte gesteld. Deze heeft dan een bepaalde tijd (ongeveer 10 werkdagen) om de plaatser van de inhoud te dagvaarden zodat de rechter kan bepalen of de content inderdaad inbreuk maakt op de rechten van de klagende partij. Wordt er binnen die tijd geen gerechtelijke procedure gestart, dan kan de content weer worden teruggeplaatst zonder dat men door dezelfde partij daarvoor alsnog aansprakelijk kan worden gesteld.
Onderzoek naar beveiliging en de publicatie van onderzoeksresultaten wordt gehinderd door deze wet. Het kan zijn dat veel onderzoek met betrekking tot cryptoanalyse illegaal is door de DMCA. Diverse personen zijn gearresteerd, onder wie Dmitri Skliarov in 2001. Onderzoekers houden hun onderzoeksresultaten achter, wat de verspreiding van kennis hindert. De wet is echter niet van toepassing als aangetoond kan worden dat de beveiliging een substantiële hindernis vormt voor het legitiem gebruik van auteursrechtelijk beschermd werk. De regels met betrekking tot uitzonderingen worden elke drie jaar herzien.